# Ellen Ripley
Ellen Louise Ripley, sovint coneguda com Ripley, és un personatge de ficció i protagonista de la sèrie de pel·lícules Alien, interpretada per l'actriu estatunidenca Sigourney Weaver. El personatge va brindar a Weaver el reconeixement mundial, i el paper segueix sent el més famós fins ara. Ridley Scott, director de la primera pel·lícula de la sèrie, Alien, va prendre la decisió al principi de la producció de canviar Ripley d'un heroi d'acció masculí estàndard a una heroïna.
Alien (1979) i Aliens (1986) van adquirir rellevància per desafiar els rols de gènere, especialment en els gèneres de ciència-ficció, acció i terror. Les actuacions de Weaver també són molt elogiades: per Aliens, va guanyar la seva primera nominació a l'Oscar a la millor actriu, que ara es veu com una fita ja que l'Acadèmia, fins aquell moment, havia donat poc reconeixement als gèneres de la ciència-ficció i horror. Pel seu paper a la franquícia, Weaver també ha estat nominada al Globus d'Or a la millor actriu dramàtica, un premi BAFTA a la millor novel·la protagonista i quatre premis Saturn a la millor actriu, guanyant-ne un per Aliens.
Sovint, Ripley és considerada una de les protagonistes femenines més significatives de la història del cinema, i és una figura destacada de la cultura popular. Avui, la influència de Ripley s'estén més enllà de la de la franquícia de pel·lícules original; ha aparegut en novel·les, còmics i videojocs.

## Biografia

### Pel·lícules

#### Alien(1979)
Ripley és presentada com a suboficial a bord de la Nostromo, una nau espacial en ruta cap a la Terra des de Thedus. Després d'haver estat posada en estasi per al llarg viatge cap a casa, la tripulació es desperta quan la Nostromo rep una transmissió d'origen desconegut d'un planetoide proper. Després del seu aterratge, una criatura desconeguda s'infiltra a la nau i mata a tots els altres membres de la tripulació. Ripley és l'única membre que aconsegueix escapar del Nostromo abans de la seva explosió que ella mateixa provoca per a matar el monstre. No obstant això, descobreix que l'alien (xenomorf) també és a bord de la llançadora de la nau, però l'expulsa a l'espai abans de posar-se en estasi per al viatge de tornada a la Terra.

#### Aliens(1986)
57 anys després, Ripley es desperta de la seva estasi. El seu testimoni sobre l'alien és rebut amb un escepticisme extrem; perd la seva llicència de vol espacial com a conseqüència del seu "judici qüestionable" i descobreix que la seva filla, Amanda, ha mort. Tanmateix, després que es va perdre el contacte amb una colònia a LV-426, el planeta on la seva tripulació es va trobar per primera vegada amb els ous d'alien, se li demana a Ripley que vagi amb un escamot de marines colonials a bord del Sulaco fins a LV-426. Troben el planeta infestat per molts extraterrestres, que destrueixen gairebé tots els marines. Ripley finalment escapa del planeta amb el caporal Dwayne Hicks, l'androide Bishop, i Newt, una jove que és l'últim colon supervivent. De tornada al Sulaco, aviat són atacats per la reina alienígena supervivent, que finalment és expulsada a l'espai per Ripley. Ripley entra en hiperson al costat dels altres tres supervivents per al retorn a la Terra.

#### Alien 3(1992)
La Sulaco llança una càpsula d'escapament que conté els quatre supervivents, que després s'estavella a Fiorina'Fury'161, una instal·lació de foneria abandonada i colònia penal. Només Ripley sobreviu a l'accident. Sense que ella ho sàpiga, hi havia un ou alienígena a bord de la nau. Un cop eclosiona a la presó, la criatura comença a matar reclusos i guàrdies, però estranyament es nega a matar-la. Després de reunir els reclusos i preparar la defensa contra la criatura, Ripley descobreix l'embrió d'una reina alien creixent dins d'ella, adonant-se així per què no havia estat atacada. Després d'haver matat l'alien per un xoc tèrmic, Ripley es sacrifica submergint-se en un forn gegantí just quan la reina alienígena comença a sortir del seu pit. El seu pla era exterminar el rastre final dels Aliens i evitar que la Weyland-Yutani Corporation l'utilitzi com a arma biològica.

#### Alien Resurrection(1997)
200 anys després de la seva mort, els científics clonen Ellen Ripley i recuperen quirúrgicament l'embrió de la reina alienígena del seu cos. El United Systems Military espera criar aliens per estudiar a la nau espacial USM Auriga, utilitzant amfitrions segrestats que els han lliurat un grup de mercenaris. Els aliens escapen dels seus recintes, mentre Ripley i els mercenaris intenten fugir a la Betty. Han de destruir l'Auriga, no sigui que faci el seu aterratge d'emergència i permeti als xenomorfs desembarcar a la Terra. Ripley és portada al niu alienígena, on la reina dona a llum un nounat, un xenomorf amb trets humans. L'alien híbrid reconeix a Ripley com la seva mare i mata la reina. Ripley s'escapa al Betty, on mata, amb llàgrimes, el nounat quan el descobreix a bord atacant els altres supervivents. L'Auriga s'estavella contra la Terra, destruint tots els xenomorfs restants en una explosió massiva. Des de les finestres de la Betty, Call i Ripley miren la Terra, i quan Call li pregunta què vol fer a Ripley, aquesta li respon: "Jo mateixa sóc forana aquí". En un final alternatiu, la Betty aterra a una París en ruïnes.

#### The Predator(2018)
Després que el director Neill Blomkamp anunciés el 19 de febrer de 2015 que la seva propera pel·lícula seria una cinquena pel·lícula d'Alien, Weaver va confirmar el 25 de febrer que repetiria el seu paper de Ripley a la pel·lícula. El 21 de gener de 2017, en resposta a una pregunta dels fans a Twitter on es preguntava quines possibilitats hi havia que el seu projecte Alien tingués lloc, Blomkamp va respondre que era "escàs". A l'abril, Scott va dir que no pensava que la pel·lícula s'arribés a fer mai. Va explicar que no hi havia un guió complet, només un llançament de 10 pàgines, que la Fox va decidir que no volia continuar. Els comentaristes han assenyalat que això va en contra de les declaracions de Weaver i James Cameron sobre la lectura del guió de Blomkamp per a la pel·lícula, tot i que és possible que Weaver i Cameron es referissin al document de presentació. L'1 de maig de 2017, Ridley Scott va confirmar que la cinquena pel·lícula no tindria lloc
Un final alternatiu per The Predator que mostra una beina Weyland-Yutani Corp que conté Ripley (interpretada per Breanna Watkins) amb un aparell respiratori Weyland-Yutani amb forma d'alien facehugger.
 era encara una entre diverses referències destinades a connectar 
les pel·lícules The Predator amb les pel·lícules d'Alien.

### Videojocs

#### Aliens: Colonial Marines(2013)
Ripley té dos cameos al DLC del joc "Stasis Interrupted". En aquesta campanya de preqüela, es veu que Ripley està impregnada per un facehugger i també apareix recreant la mateixa escena final d'Alien 3. El joc també revela que Hicks va sobreviure als esdeveniments d'Alien 3 quan va ser recuperat per un altre equip de marines colonials, amb el cos a la cambra d'estasi que es va estavellar sent un altre marine que va ser ficar a la beina de Hicks durant un tiroteig, morint quan l'EEV es va estavellar. Les beines de Ripley, Newt i Bishop van ser expulsades mentre Hicks marxava amb els altres marines.

#### AAlien: Isolation(2014)
El 2014, Weaver va repetir el seu paper de Ripley per primera vegada en 17 anys per un cameo de veu al videojoc Alien: Isolation, centrat en la filla de Ripley, Amanda, i més àmpliament en els seus dos DLC ambientats durant els esdeveniments d'Alien.
Aquest joc, ambientat 15 anys després dels esdeveniments d'Alien i 42 anys abans dels esdeveniments d'Aliens, compta amb la filla de Ripley, Amanda. Aquesta es va presentar originalment a la versió ampliada d'Aliens, quan Ripley s'assabenta que durant els seus 57 anys d'estasi, Amanda va créixer, es va casar i va morir. En el joc, l'Amanda investiga possibles pistes sobre la desaparició de la seva mare i va a l'estació espacial Sebastopol amb l'esperança de trobar respostes. A prop del final del joc, Amanda finalment troba un missatge vocal de la seva mare (amb la veu de Weaver), que va afegir un missatge personal a l'entrada final''Nostromo al final d'Alien dirigit a Amanda, en el qual Ripley explica la veritable naturalesa de la desaparició del Nostromo, li diu que l'estima i espera que ho escolti algun dia.
Weaver també rep el seu paper de manera més àmplia al costat de diversos altres membres del repartiment original als dos DLC del joc, ambientats durant els esdeveniments d'Alien. A Ripley s'uneixen Dallas (Tom Skerritt), Lambert (Veronica Cartwright), Brett (Harry Dean Stanton), Parker (Yaphet Kotto) i Ash (Ian Holm), permetent al jugador jugar a través de dues escenes icòniques de la pel·lícula. Amb la reserva de l'edició Nostromo, el contingut addicional "Crew Expendable" permet als jugadors jugar com un dels membres de la tripulació supervivents just després de la desaparició de Brett per atraure l'Alien a la vàlvula d'aire de la nau. A "L'últim supervivent", Ripley inicia la seqüència d'autodestrucció abans d'escapar al Narcissus.

##### Alien: Isolation – The Digital Series(2019)
A Alien: Isolation – The Digital Series, Andrea Deck va fer la veu de Ripley en les veus en off dels últims moments de Ripley a la seva filla.

### Biografia de Ripley 8

#### Alien Resurrection(1997)
Dos-cents anys després de la mort de Ripley, un clon de Ripley es produeix amb èxit a bord de la nau espacial Auriga. El seu ADN va resultar difícil de separar del de l'alienígena que hi havia dins durant els esdeveniments d'Alien 3, de manera que els sis primers clons eren monstruositats inútils. El setè clon va resultar prou humà com per justificar un intent de recuperar l'alienígena dins d'ella, però això també va acabar amb un fracàs. El vuitè clon té èxit i es converteix en el personatge central d'una nova història. Tanmateix, la separació encara no era perfecta. El número 8 ha millorat la força i els reflexos, la sang àcida i un vincle empàtic amb els extraterrestres, i els aliens tenen trets una mica més humans, com ara una coloració de pell més marró i canvis en el seu cicle reproductiu. la número vuit aprèn a parlar i interactuar amb els humans, però aviat els aliens escapen del seu confinament i maten la majoria de la tripulació. Ella s'escapa de la seva cel·la i més tard es troba i s'uneix a un cos de mercenaris, creant una estreta relació amb el seu membre més jove, Annalee Call. La reina alienígena ara ja adulta, després d'haver desenvolupat un ventre a causa de l'ADN de Ripley, dona a llum un híbrid humà-alienígena, que mata la reina i imprimeix al Número Vuit com a mare. Després d'escapar-se de l'Auriga a la Betty, Ripley mata l'Alien nounat utilitzant la seva pròpia sang àcida per cremar un forat a través d'un panell de visualització, fent que la criatura sigui xuclada violentament pel petit forat i cap al buit de l'espai, salvant la Call. En una escena inclosa a l'edició ampliada de la pel·lícula (referència als esdeveniments d'Alien: Sea of Sorrows), la Betty aterra a la Terra i Ripley i Call descobreixen que París està desolada.

#### Aliens vs.Depredador vs.El Terminator(2000)
El còmic Aliens versus Predator versus The Terminator continua la història de Ripley 8 després de Resurrecció, veient que Ripley 8 s'alia amb els predators per derrotar tant una nova onada d'aliens com un grup de terminators creat per un programa de Skynet durant molt de temps per reinventar-se si era destruït, culminant amb Ripley 8 sacrificant-se per destruir el supersoldat/Terminator original.

#### Alien: Sea of Sorrows(2014)
Al començament d'Alien: Sea of Sorrows, ambientada 200 anys després dels esdeveniments d'Alien Resurrection, es revela que l'estavellament de l'Auriga al final d'Alien Resurrection va provocar la destrucció de París vista al final d'aquesta pel·lícula. A més, es diu que el protagonista de la novel·la, Decker, és descendent d'Ellen Ripley, però hi ha diversos indicis al llarg de la novel·la que revelen que l'àvia de Decker era, en realitat, Ripley 8 (principalment les seves habilitats empàtiques, el fet que s'indica Amanda Ripley-McClaren, el fet de no haver tingut fills a Aliens, i quan a Decker se li mostra una foto de Ripley, diu que ella no és la persona que veu al seu cap).

### Spin-off
La vida i la carrera de Ripley s'han ampliat àmpliament en diversos còmics i novel·les derivades, moltes de les quals van ser escrites abans de la seva mort a Fiorina 161, proporcionant, en canvi, una cronologia que continua des del final d'Aliens. A la sèrie de novel·les Dark Horse, Ripley apareix al final del llibre 3, The Female War, però els llibres posteriors, per tal d'alinear la continuïtat del llibre amb la continuïtat de la pel·lícula, revelen que en realitat és un androide creat a semblança de Ripley i amb records falsos. Totes les novel·les es van reiniciar el 2012, és a dir, els únics llibres canònics que inclouen Ripley són Out of the Shadows (de Tim Lebbon), Sea of Sorrows (de James A. Moore) i River of Pain. A Out of the Shadows, Ripley és despertada de l'estasi 37 anys després dels esdeveniments d'Alien, lluita contra xenomorfs al costat de diversos miners i es torna a posar en estasi al final del llibre amb el seu record d'aquests esdeveniments esborrat per estalviar-la del trauma psicològic que ha viscut. Ripley s'esmenta repetidament a Sea of Sorrows, que protagonitza el net de Ripley 8, i apareix a River of Pain, que té lloc abans i durant els esdeveniments d'Aliens. Una Ripley Audio-Animatrònica va aparèixer a l'escena Alien de The Great Movie Ride als Disney's Hollywood Studios a Walt Disney World de 1989 a 2017.

## Recepció

### Llistes de "millors personatges".
Ellen Ripley apareix sovint a les llistes dels millors personatges de la història del cinema: el 2008, l'American Film Institute la va classificar com la vuitena millor heroi de la història del cinema estatunidenc a la seva llista dels 100 millors herois i dolents [1], la segona millor classificada. personatge femení després de Clarice Starling. El 2009, Entertainment Weekly va classificar Ripley en cinquè lloc a la seva llista dels 20 millors herois de la cultura pop de tots els temps, anomenant-la "un dels primers personatges femenins de pel·lícules que no es defineixen pels homes que l'envolten ni per la seva relació amb ells." El mateix any, va ocupar el número 9 a la recopilació de la revista Empire dels 100 personatges més grans del cinema el 2008 i el número 5 el 2015, sent la dona amb més puntuació en tots dos.
Va ocupar el vuitè lloc a la llista de la revista Premiere dels 100 personatges de pel·lícules més grans de tots els temps, amb el seu moment definitiu "la negativa nerviosa de Ripley a obrir l'escotilla del vaixell perquè Kane (John Hurt) pugui ser admès, amb una cosa aferrada a la seva cara". Va ser la tercera dona millor classificada de la llista, després d'Annie Hall i Scarlett O'Hara. Va ocupar el lloc 57 a''Fandomania dels 100 millors personatges de ficció. El 2009, MTV la va seleccionar com la segona pel·lícula més gran de tots els temps, les úniques dones amb Sarah Connor, en sisena posició. El 2011, UGO Networks la va classificar com la 75a noia de ciència-ficció més popular de tots els temps. i el lloc web Total Sci-Fi la van classificar en primer lloc a les 25 dones que van sacsejar la ciència-ficció, afirmant "un dels personatges més emblemàtics de la història del cinema" i "un dels personatges més analitzats críticament de la història del cinema". cinema". El 2011, Total Film la va classificar com el millor personatge femení de qualsevol pel·lícula.

### Premis i impacte per a Sigourney Weaver
Per la seva actuació a Alien, Weaver va ser nominada a un premi BAFTA a la millor novel·la i un premi Saturn a la millor actriu.
Tot i que la seva actuació ja havia estat aclamada a la primera pel·lícula, Aliens va donar un reconeixement mundial a Weaver: va ser la tercera actriu de terror de la història (després d'Ellen Burstyn per The Exorcist i Sissy Spacek per Carrie) en ser nominada a un Oscar a la millor actriu. També va rebre una nominació al Globus d'Or a la millor actriu - Drama cinematogràfic, i va guanyar el Premi Saturn a la millor actriu, el primer premi de la seva carrera (excepte un premi menor, el Mystfest Award a la millor actriu, guanyat per El carrer de la mitja lluna.
Weaver també va ser coproductora de la tercera i quarta pel·lícula de la franquícia. Tot i que van tenir menys èxit crític, l'actuació de Weaver va ser elogiada: va rebre la seva tercera i quarta nominació al Saturn Award a la millor actriu per ambdues pel·lícules i una nominació al Blockbuster Entertainment Award per a l'actriu preferida - Sci-Fi for Alien Resurrection. Tot i que no va guanyar premis específicament per Alien 3 i Alien Resurrection, va guanyar el premi Hasty Pudding Woman of the Year pel seu treball d'actuació durant l'any cinematogràfic 1997, incloent Alien Resurrection, The Ice Storm i Snow White: A Tale of Terror..
Weaver va guanyar un premi DVDX al millor comentari d'àudio (nou per a DVD) per la seva participació, entre molts altres membres de la tripulació, en el comentari d'àudio d'Alien en la seva reedició de 2003 a Alien Quadrilogy. En el seu discurs de presentació sobre Weaver abans de premiar-la per la seva carrera general amb el premi Heroine als Scream Awards 2010, el director d'Aliens James Cameron va declarar les seves principals participacions a la història del cinema com la franquícia Alien, Els Caçafantasmes i Avatar.

## Aparicions

### Pel·lícules
- Alien (1979)
- Aliens (1986)
- Alien 3 (1992)
- Alien: Resurrection (1997)
- The Predator (2018; escena eliminada)

### Videojocs
- Aliens (joc arcade de 1990)
- Alien 3 (1992 NES i Sega Genesis Game)
- Alien Trilogy (1996)
- Aliens vs. Depredador (2010)
- Aliens: Colonial Marines (2013)
- Alien: Isolation (2014)
- Aliens vs. Pinball (2016)
- Fortnite Battle Royale (2021)

### Jocs de rol
- Aliens Adventure Game (1991)

### Còmics
- Alien: The Illustrated Story (1979)
- Aliens: Outbreak (1988-1989)
- Aliens: Nightmare Asylum (1989-1990)
- Aliens: Female War (1990)
- Alien 3 (1992)
- Aliens: Newt's Tale (1992)
- Aliens: Space Marines (1992)
- Alien Resurrection (1997)
- Aliens versus Predator versus Terminator (2000)
- Aliens: Field Report (2014)

### Novel·les
- Alien (1979)
- Aliens (1986)
- Alien 3 (1992)
- Aliens: Tribes (1992)
- Aliens: Earth Hive (1992)
- Aliens: Nightmare Asylum (1993)
- Aliens: The Female War (1993)
- Aliens: Music of the Spears (1996)
- Alien Resurrection (1997)
- Alien: Out of the Shadows (2014)
- Alien: Sea of Sorrows (2014)
- Alien: River of Pain (2014)
- Aliens: Bug Hunt (2017)

### Llibres
- Alien: The Weyland-Yutani Report (2014)

## En la cultura popular
- A la pel·lícula de superherois Deadpool del 2016, el personatge titular es refereix a Negasonic Teenage Warhead (interpretat per Brianna Hildebrand) com "Ripley, d'Alien 3" quan respon a la porta d'entrada de la Mansió X, en referència al pentinat similar dels personatges.
- El 2019, el SpX-DM1 (SpaceX Demonstration Mission 1), va portar un article de prova del seu vestit de vol personalitzat anomenat Ripley.[26]
- El febrer de 2021, Fortnite Battle Royale va presentar Ripley com a vestit cosmètic.[27][28]
- Al joc de trets de desplaçament lateral Broforce, hi ha un personatge jugable anomenat Ellen Ripbro basat en Ellen Ripley. La seva arma és un rifle de pols i la seva arma especial és un llançaflames. Com a referència addicional, els Xenomorfs d'Alien apareixen com els principals enemics a la campanya principal quan la Terra està infestada per ells mentre la Broforce lluiten contra els terroristes.